# 種 (徳永英明の曲)
「種」（たね）は、2000年11月22日に発売された德永英明29枚目のシングル。

## 解説
前作「オリオンの炎」から7ヶ月ぶりのシングル。
德永英明の最後の8センチCDとなった。

## タイアップ
CBCテレビ・TBSテレビ系全国28局ネット・ドラマ30「蔵の宿」テーマ曲。

## 収録曲
全曲　作詞・作曲：德永英明　編曲：瀬尾一三
1. 種
2. Positions of life （remind live track）
3. 種（NO VOCAL EDITION）